# Giorgi Sich'inava
Giorgi Sich'inava (in georgiano გიორგი სიჭინავა?, in russo Георгий Владимирович Сичинава?, Georgij Vladimirovič Sičinava; Gagra, 18 febbraio 1944) è un ex calciatore sovietico, di ruolo centrocampista.